# Amtsgericht Königslutter
Das Amtsgericht Königslutter war ein deutsches Amtsgericht mit Sitz in Königslutter.

## Geschichte

### Von der Märzrevolution bis zu den Reichsjustizgesetzen
Im Herzogtum Braunschweig waren die Ämter gleichzeitig Verwaltungsbehörde als auch Eingangsgericht. In Königslutter bestand das Amt Königslutter. Im Rahmen der Märzrevolution wurde 1848 auch die Trennung der Rechtsprechung von der Verwaltung gefordert. Diese wurde mit dem Gesetz, die Gerichtsverfassung betreffend vom 21. August 1849 umgesetzt. Die Kreise waren nun reine Verwaltungsorgane, die Gerichtsfunktion wurde zum 1. Juli 1850 speziellen Gerichten übertragen. An der Spitze stand das Obergericht Braunschweig, darunter bestand ein Kreisgericht in jedem Kreis und die Eingangsgerichte wurden als Stadt- bzw. Amtsgericht bezeichnet. Für den Landkreis Helmstedt entstand so das Kreisgericht Helmstedt und darunter das Amtsgericht Königslutter als eines von 22 Amtsgerichten des Herzogtums. Der Sprengel des Amtsgerichts umfasste 1863 seine Stadt, 20 Orte mit 11.207 Einwohnern.

### Ab 1879
Im Rahmen der Reichsjustizgesetze wurden reichsweit einheitlich Oberlandes-, Land- und Amtsgerichte gebildet. Im Herzogtum Braunschweig entstand so das Oberlandesgericht Braunschweig und die Landgerichte Braunschweig und Holzminden. Das Amtsgericht Königslutter blieb bestehen und war nun eines der 16 Amtsgerichte, die dem Landgericht Braunschweig zugeordnet waren. Am Gericht bestanden 1880 zwei Richterstellen. Das Amtsgericht war damit ein mittelgroßes Amtsgericht im Landgerichtsbezirk. Es wurden 12.317 Gerichteingesessene gezählt.
1974 wurde das Amtsgericht Königslutter aufgehoben.

## Amtsgerichtsgebäude
Als Amtsgerichtsgebäude wurde die Burg Königslutter genutzt. 